# 龙跃
龙跃（1912年10月23日—1995年），原名龙兆丰，曾用名龙志坚，男，江西万载人，中华人民共和国政治人物，曾任上海市政协副主席，第五届全国政协委员。